# Athis-de-l'Orne

Athis-de-l'Orne este o comună în departamentul Orne, Franța. În 1 ianuarie 2018 avea o populație de 2.525 de locuitori.